# Moderna kristdemokrater
Moderna kristdemokrater, Modernieji krikščionys demokratai var 1998-2003 ett politiskt parti i Litauen.
2003 gick man ihop med Litauens liberala förbund och Centerunionen och bildade den nya Liberala centerunionen.